# سان لایف فایننشل

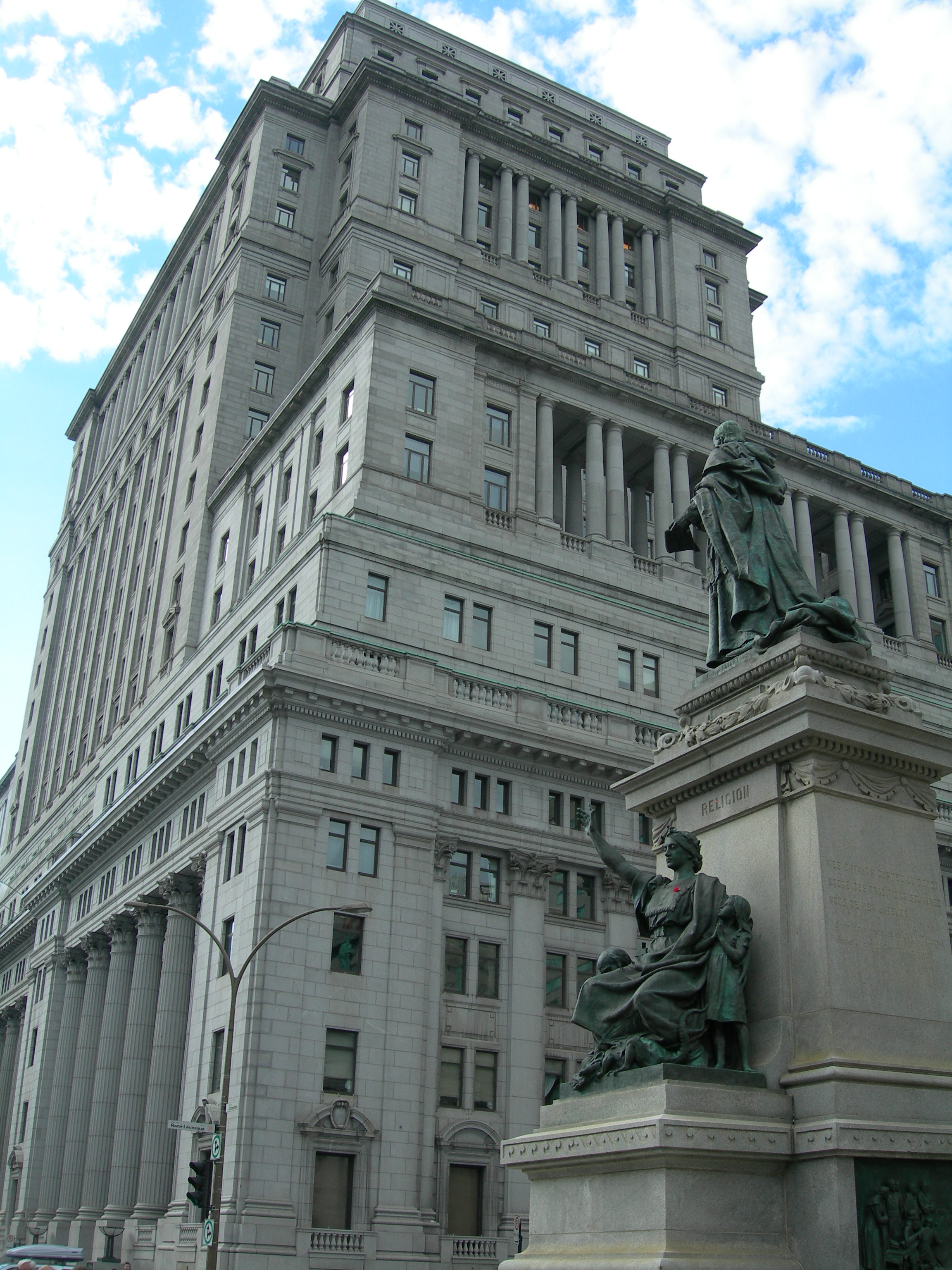
ساختمان اداری شرکت سان لایف در شهر منترآل

سان لایف فایننشل (به انگلیسی: Sun Life Financial) شرکت خدمات مالی کانادایی است، که در زمینه ارائه خدمات بیمه عمر، مزایای بازنشستگی، برنامه‌ریزی مالی و بیمه خدمات درمانی فعالیت می‌کند، ولی بخش عمده خدمات این شرکت در حوزه مدیریت سرمایه‌گذاری متمرکز می‌باشد، که تا سال ۲۰۱۲ سرمایه در گردشی معادل ۴۹۴ میلیارد دلار را در اختیار داشته‌است.
شرکت سان لایف فایننشل در سال ۱۸۶۵ در شهر مونترآل، استان کبک تأسیس شد و در حال حاضر دارای عملیات در کشورهای کانادا، ژاپن، فیلیپین، هنگ کنگ، هند، چین، ایالات متحده آمریکا، بریتانیا و برمودا می‌باشد.
دفتر مرکزی این شرکت در شهر تورنتو، انتاریو قرار دارد و بخشی از سهام آن در بازارهای بورس نیویورک و بورس تورنتو معامله می‌شود. شرکت سان لایف فایننشل در سال ۲۰۱۰ در فهرست فوربز جهانی ۲۰۰۰ در رتبه ۲۳۶ از بزرگترین شرکت‌های سهامی عام جهان قرار گرفت.